# James River (Virginie)
Pour les articles homonymes, voir James River.
La James River est un fleuve long d’environ 550 kilomètres des États-Unis d’Amérique. C’est le plus long fleuve se trouvant entièrement dans l’État de Virginie.

## Géographie
Elle se forme dans les Appalaches, près de la ville d'Iron Gate à la frontière des comtés d’Alleghany et de Botetourt par la réunion des rivières Cowpasture et Jackson. La rivière se jette dans la baie de Chesapeake par Hampton Roads après avoir passé près de Richmond, la capitale de la Virginie, dont les chutes marquent la fin de la voie navigable.

## Histoire
Les indiens appelaient le fleuve Powhatan. Son nom anglais lui fut donné par les premiers colons en l’honneur du roi Jacques Ier d’Angleterre, de la même manière qu’ils nommèrent en 1607 la première colonie permanente Jamestown, érigée sur une île de la rive gauche du fleuve au niveau de l'actuelle ville de Williamsburg.
La navigation sur le fleuve joue un rôle commercial important dans les premières années de la Virginie. Les produits venant de l’intérieur des terres descendent le courant jusqu’aux ports maritimes de la région de Richmond en passant par les villes nouvellement créées le long du fleuve telles que Lynchburg, Scottsville, Columbia et Buchanan.
Après les chutes de Richmond, de nombreuses plantations sur le fleuve James disposent de leurs propres quais de chargement et les ports de City Point, Claremont, Scotland et Smithfield sont créés. Plus tard, en 1785, un canal de navigation (le James River and Kanawha Canal) sera construit pour permettre aux navires de passer les chutes de Richmond et ainsi remonter le fleuve sur toute sa longueur jusqu’à le relier au fleuve Ohio.
Pendant la guerre de Sécession, trois corps d’armées de l’Union sont réunis sous le nom de Army of the James, armée nommée ainsi en référence au fleuve. Tout au long de la guerre, cette armée prendra part à de nombreux combats le long du fleuve.

## Écologie
Ce fleuve, ses sédiments et sa faune ont été gravement pollués par les effluents et retombées aériennes d'une usine riveraine fabriquant le chlordécone, un puissant insecticide (qui sera à l'origine aussi de la pollution des sols d'une grande partie des îles et des eaux de la Guadeloupe et de la Martinique.
Cette pollution a causé de lourdes pertes à de nombreux restaurants et entreprises qui dépendaient de l'eau du fleuve car depuis 1975 et pour longtemps (13 ans) le gouverneur Mills E. Godwin, Jr. y a interdit toute forme de pêche destinée à la consommation ou à la vente sur environ 200 milles de berges et dans le fleuve à partir d'embarcations ; de l'usine de Richmond, Virginia à la mer (baie de Chesapeake). Cette interdiction prendra fin en 1988 après que les efforts de dépollution du fleuve et de ses sédiments aient été jugés suffisants.
En 1981, le groupe punk The Dead Kennedys a fait écho à ce scandale (une centaine d'ouvriers de l'usine ont été intoxiqués) par une chanson "Kepone Factory", évoquant l'usine de l' Allied Signal et ses négligence vis-à-vis de la sécurité et santé de son personnel. C'est l'une des chansons de l'album In God We Trust, Inc. Écrite en 1978, la chanson était initialement intitulée "Kepone Kids" (les enfants du Képone).

## James River Reserve Fleet

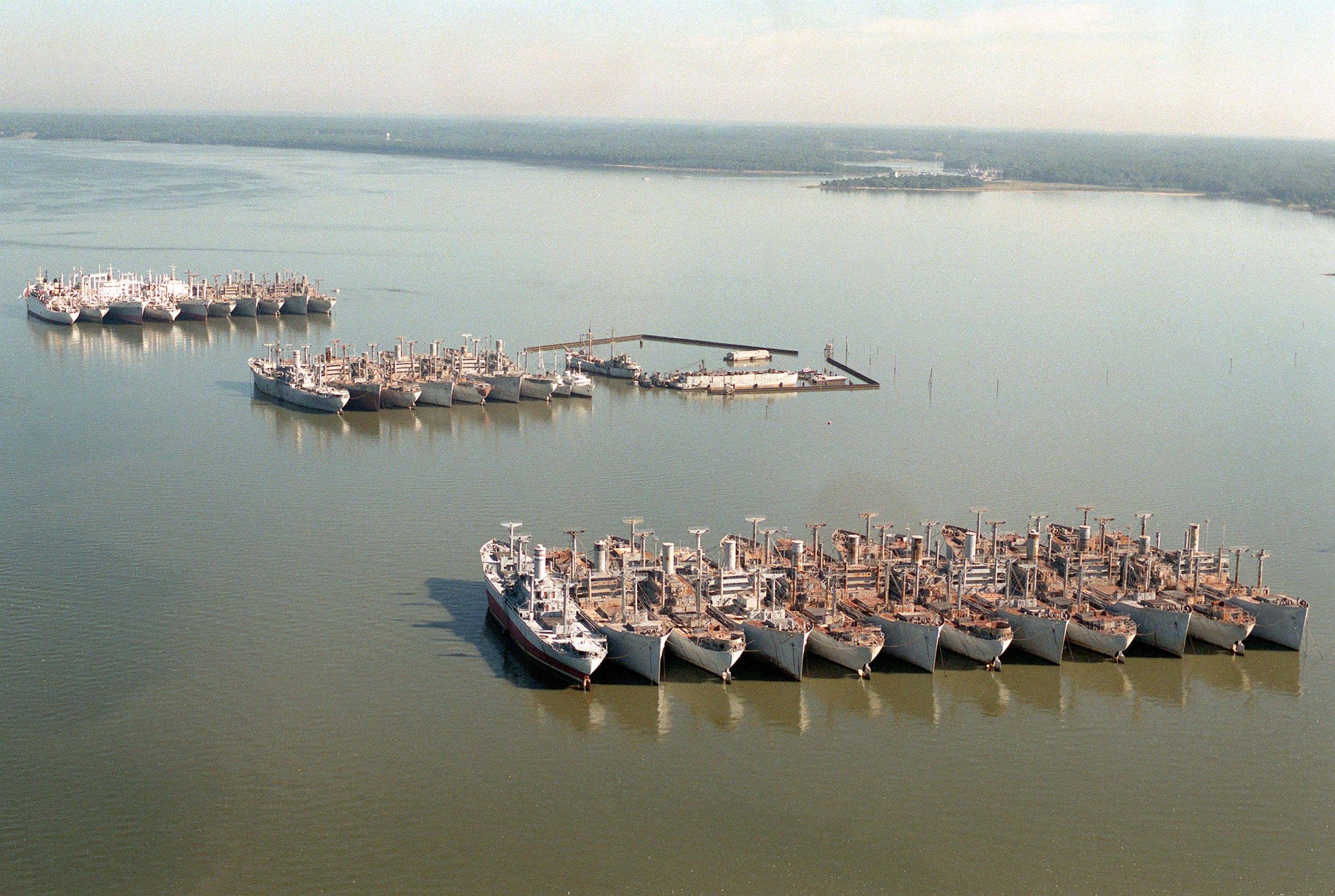
Une partie des navires composant la James River Fleet, en 1990.

La James River est le point de mouillage d'une grande partie de la National Defense Reserve Fleet, appelée James River Reserve Fleet ou "flotte fantôme". Cette flotte est composée de navires utilisables pour la défense du pays ou pour une situation d'urgence nationale. Il s'agit principalement de navires marchands, qui peuvent être activés dans un délai de 20 à 120 jours pour assurer la continuité de la navigation de la flotte des États-Unis en cas de crise, qu'elle soit militaire ou non.
Cette flotte dépend de l'United States Maritime Administration, une agence du département des Transports des États-Unis. Il s'agit d'une entité distincte de l'United States Navy reserve fleets, qui gère principalement des navires de guerre.

## Présent
Aujourd’hui, le fleuve James est bordé de nombreux parcs d’attractions. Depuis sa naissance dans les montagnes jusqu’à Richmond, la pratique du canoë, du kayak et de la pêche est fortement appréciée en été, particulièrement à cause des nombreux rapides.
À partir de Richmond et jusqu’à l’océan, le fleuve est plus large et plus calme, se prêtant mieux à la pratique du ski nautique et de la navigation fluviale récréative.
Pour rejoindre l’océan depuis le port de Richmond, une combinaison de ferries, de ponts suspendus et de ponts-tunnels a été créée le long du cours d'eau.